# Верхньоамазонський нафтогазоносний басейн
Верхньоамазонський нафтогазоносний басейн — розташований в межах Колумбії, Еквадору, Перу.

## Історія
Відкритий в 1963 р.,
Розвідка в басейнах Амазонки розпочалася в 1950 році з сейсмічних і гравіметричних досліджень уздовж великих річок. На основі цих досліджень до 1971 р. було пробурено 130 свердловин. Через погану сейсміку (роздільну здатність засобів сейсмічної зйомки), а також через масивні діабазові пороги, були виявлені лише регіональні позитивні особливості та незначні заглиблені структури, а результати розвідувального буріння були невтішними. З 1976 по 1984 рік, однак, вражаюче вдосконалення методів сейсмічного відбиття в поєднанні з бортовою магнітометрією та гравітаційними картами дозволило деталізувати важливі структурні особливості, і розвідка була успішною.

## Характеристика
Пл. 575 тис. км².включає 50 родов. з загальними початковими запасами нафти бл. 450 млн т і газу 190 млрд м³. Гол. родов.: в Колумбії — Оріто, в Еквадорі — Сача, Шушуфінді, Лаго-Агріо. Басейн приурочений до однойменної западини Передандійського крайового прогину. Основа складена докембрійськими кристаліч. породами. Геохімічні та геологічні дані вказують на чорні сланці верхнього девону з формації Баррейрінья як на основне джерело вуглеводнів. Продуктивні горизонти виявлені на глибинах 915-4000 м, колектори — пісковики, рідше — вапняки крейдяної доби. Родов. багатопластові. Густина нафти 830—934 кг/м³.

### Геологія
Басейни Верхньої, Середньої та Нижньої Амазонки — це великі еліптичні витягнуті синеклізи, розташовані між Гаянським та Бразильським докембрійським щитами, що охоплюють загальну площу близько 850 000 км² (327 000 квадратних миль). Ці улоговини, або прогини, містять кілька циклів фанерозойських відкладень, перерваних невідповідністю. Відклади переважно палеозойські з незначним крейдяним покриттям. Регіональні позитивні елементи включають підйоми, хвилясті складки, платформи, структурні тераси та великі міжбасейнальні арки, повністю спричинені тектонікою фундаменту. Розтягування земної кори також спричинило широке поширення рифтів і пов'язаний з ним основний вулканізм. Тектонічні модифікатори включають здебільшого перекручування всередині або на околицях басейну, особливо в басейні Верхньої Амазонки, де складки та зворотні розломи затримують великі скупчення газу.